# روسيتسكيت
الروسيتسكيت هو معدن نادر للكبريت بشكله العنصري المختلف عن شكله المتوفر في الطبيعة. يتبلور الروسيتسكيت وفق نظام بلوري أحادي الميل ويوجد عند درجات الحرارة والضغوط المرتفعة.
يوجد في الطبيعة على شكل معدن هش عديم اللون إلى أصفر اللون، ويبدي خاصة التزهير. يمكن العثور عليه في وادي الموت في الولايات المتحدة.
وصف المعدن لأول مرة سنة 1930 وتنسب التسمية إلى عالم المعادن التشيكوسلوفاكي فويتك روسيتسكي Vojtěch Rosický.